# دیواره سلول

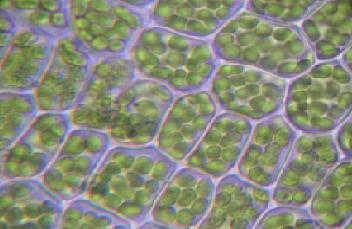
سلول‌ها توسط دیوارهٔ سلولی (شفاف) از هم جدا می‌شوند.

دیواره سلول یا دیواره سلولی (به انگلیسی: Cell wall)، لایه‌ای است که غشای سلولی برخی از سلول‌ها را احاطه کرده و از آن محافظت می‌کند. این ساختار می‌تواند سخت، انعطاف‌پذیر یا شکننده و غیرمنعطف باشد.
دیوارهٔ سلول، تراوایی انتخابی ندارد و به راحتی آب و برخی مواد حل‌شده در آن را از خود عبور می‌دهد. با این وجود، مولکول‌های درشت نمی‌توانند عبور کنند. این لایه، علاوه بر محافظت از سلول و غشای سلولی، به سلول توانایی منعطف شدن می‌دهد، و مانع از ترکیدن آن به هنگام تورژسانس (ورود آب زیاد به سیتوپلاسم) می‌شود.
دیواره‌های سلولی در اکثر باکتری‌ها به جز چند استثنا (مثل مایکوپلاسما) موجود است و جنس آن عموماً از پپتیدوگلیکان است. دیوارهٔ سلولی در آرکی‌ها می‌تواند از مواد متنوعی مانند گلیکوپروتئین‌ها، لایه‌های سطحی، پلی‌ساکاریدها یا سودوپپتیدوگلیکان‌ها تشکیل شود. دیوارهٔ سلولی جلبک‌ها از جنس گلیکوپروتئین و پلی‌ساکاریدهایی مانند کاراگینان و آگار است.
دیوارهٔ قارچ‌ها بیشتر متشکل از کیتین و در گیاهان، ترکیب عمده آن از جنس سلولز، همی‌سلولز و پکتین است. از این رو به دیواره سلولی در یاخته‌های گیاهی، دیواره سلولزی نیز گفته می‌شود. دیواره در برخی از دیاتومه‌ها دارای ترکیبی به نام سیلیکای بیوژنیک هستند.

## وظایف
دیواره‌های سلولی در جانداران مختلف، وظایف مشابهی دارند. دیواره‌ها باعث استحکام سلول‌ها و محافظت از آن‌ها در مقابل استرس‌های فیزیکی و شیمیایی می‌شوند. در جانداران چندسلولی مانند گیاهان، دیواره‌های سلولی، باعث استحکام پیکرهٔ آن‌ها شده و در رشد و نمو و ریخت‌زایی آن‌ها نقش مهمی دارند.همچنین در گیاهان آنها تبادل بین مواد را کنترل می کنند دیواره‌ها با جلوگیری از ورود درشت‌مولکول‌هایی مانند سموم یا عوامل بیماری‌زا، از سلول‌ها محافظت می‌کنند. ترکیب و عملکرد دیواره‌ها در مراحل مختلف چرخه سلول متغیر است.

## دیواره سلولی گیاهان
دیواره سلولی در گیاهان دارای ضخامت متفاوتی از ۰/۱ تا چندین میکرومتر هستند.
دیواره‌ها دارای استحکام بالایی در برابر فشار اسمزی ناشی از اختلاف غلظت مواد در طرفین غشای سلولی هستند. این فشار، می‌تواند نیرویی چندین برابر بیشتر از فشار اتمسفریک ایجاد کند. دیواره‌ها با مقاومت در برابر این نیرو، از ترکیدن سلول گیاهی در چنین شرایطی، جلوگیری می‌کنند.

### لایه‌ها

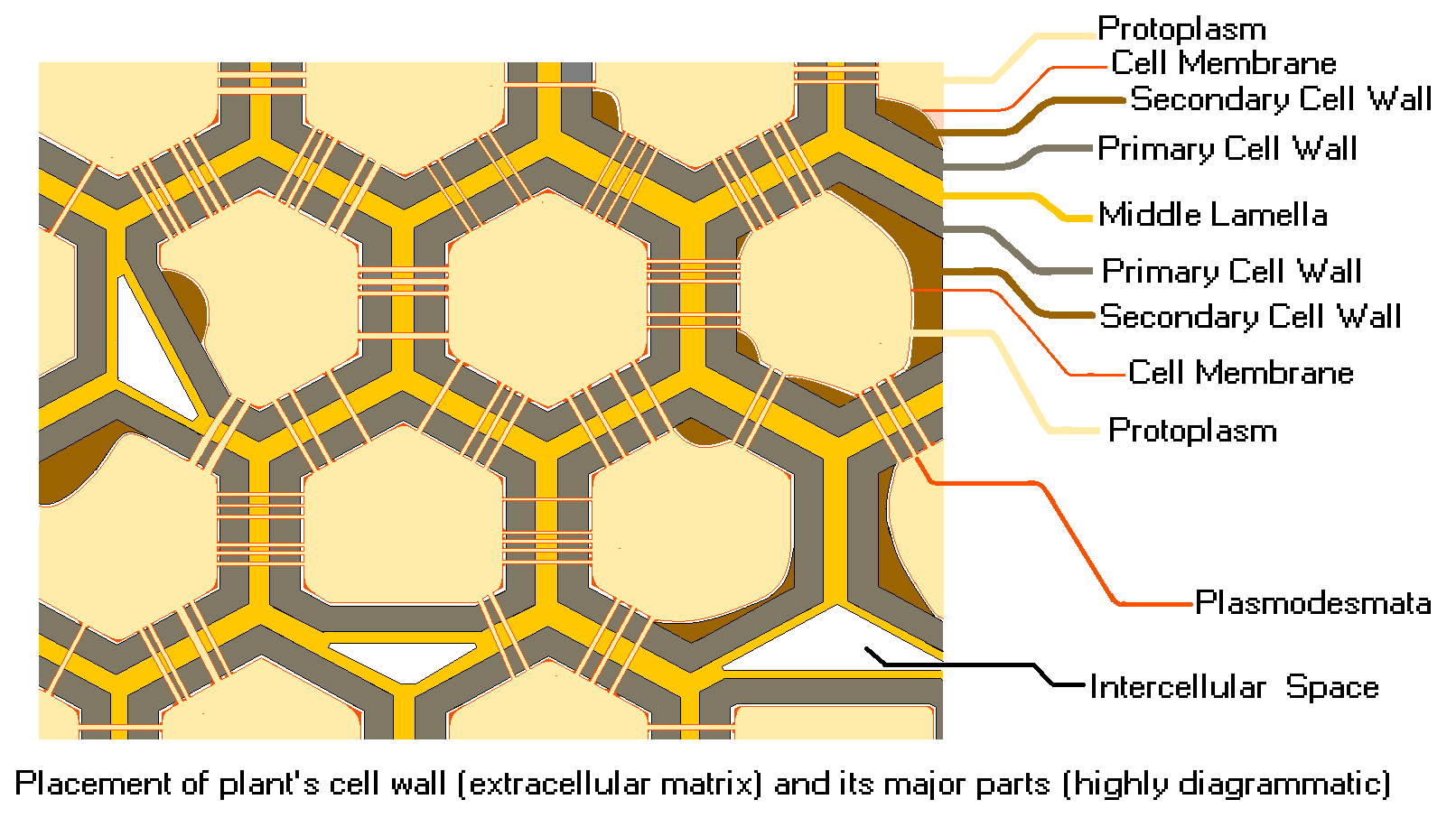
دیوارهٔ سلولی در گیاهان چندسلولی

ساختار مولکولی دیواره اولیه گیاهان

تیغه میانی: آخرین لایه است. یک لایه مشترک منفذ دار بین دو سلول در همهٔ بافت‌های گیاهی است که به صورت وزیکول‌هایی در هنگام سیتوکینز توسط دستگاه گلژی ساخته شده‌است. تیغه میانی قدیمی‌ترین دیواره است و نسبت به غشای سلول از دیگر دیواره‌ها دورتر است. به زبان ساده تر این لایه در تقسیم سلولی ای سیتوپلاسم را به دوقسمت تقسیم کرده و مانند چسپ میان آنها عمل می کند.تیغه میانی از جنس پکتیکی و پروتئینی می‌باشد.
دیواره اولیه: پس از تیغه میانی قرار داشته و شامل چوب‌بست‌هایی از جنس میکروفیبریل‌های سلولزی است که در توده‌ای ژل مانند از جنس ترکیب‌های پکتیکی، همی‌سلولز و گلیکوپروتئین قرار دارد.این لایه اطراف پروتوپلاسم ها را در بر می گیرد؛ اگرچه مانع از رشد آنها نمی شود همچنین ضخیم ترین لایه سلول این دیواره است و رشته های سلولزی در آنها با هم موازی‌اند
دیواره ثانویه: این لایه پس از رشد سلولی ساخته می‌شود و ساختمانی مستحکم از جنس ترکیبات سلولزی، همی‌سلولز و لیگنین دارد و رشته های سلولزی آن با هم موازی هستند. برخلاف لایه های قبلی این لایه فقط در برخی از سلول های گیاهی(اما در همه سلول های تک سلولی ها) دیده می شود. دیواره ثانویه نسبت به دیواره اولیه ضخامت بیشتری دارد همچنین پس از افزوده شدن این نقطه به سلول باعث استحکام و مانع از رشد آن می شود.این لایه به پروتوپلاسم نزدیکی بیشتری دارد
لان: دیواره سلولی در بعضی نقاط نازک‌تر می‌شود که محل مبادلهٔ مواد می‌باشد و به آن قسمت لان گفته می‌شود.پلاسمودسم های فراوانی در آن وجود دارد همچنین این بخش جز دیواره ثانویه محسوب نمی شود
پلاسمودسم: به کانال های ارتباطی سیتوپلاسمی می گویند که از سلولی تا سلول دیگر امتداد دارد. برخی بخش‌ها در دیوارهٔ اسکلتی بین دو سلول مجاور سوراخ است، به طوری که سیتوپلاسم یک سلول به سلول کناری جریان می‌یابد؛ به این جریان سیتوپلاسم پلاسمودسم می‌گویند.عبور مواد مغذی و سایر مواد از سوراخ های سطح آن وارد سلول دیگر می شود. 